# Keude Bagok
Keude Bagok is een bestuurslaag in het regentschap Aceh Timur van de provincie Atjeh, Indonesië. Keude Bagok telt 356 inwoners (volkstelling 2010).